# Пескопенатаро
Пескопената̀ро (на италиански: Pescopennataro) е село и община в Централна Италия, провинция Изерния, регион Молизе. Разположено е на 1190 m надморска височина. Населението на общината е 310 души (към 2010 г.).